# ミゲール・トーレス
ミゲール・トーレス（Miguel Torres、1981年1月18日 - ）は、アメリカ合衆国の男性総合格闘家。インディアナ州イーストシカゴ出身。トリスタージム所属。元WEC世界バンタム級王者。

## 来歴

### プロデビュー前
父親がボクシングの試合をテレビで見ていたことから、幼少期より格闘技に興味を持ち、6歳の時からサッカーを始め、7歳の時には空手を始めた。しかし、月謝が払えなくなり空手は1年半しか続かなかった。14歳の時に、バイトをしながらテコンドーを始めるも、高校進学後のレスリング選手とのスパーリングでは、タックルを仕掛けられ何も出来なかった。また、テコンドーの先生にどう対処すればよいのか尋ねても答えを得られず、タックルを防ぐ技術をテコンドーの技術から編み出そうとしたが出来なかったため、テコンドーをやめた。本人によれば、テコンドーの先生がテコンドーが最高の格闘技であると「洗脳していたんだ」とのこと。そして、寝技の重要性に目覚めたことや、UFCを第1回から見ていたことでブラジリアン柔術を習いたいと思い始めた。しかし、高校のレスリング部の人間から、体格が小さいことを理由に入部を拒否され、近場に柔術の道場がなかったことから、ガレージで自分の友人達と自主的に練習を始めた。このため、トーレスは自身のことを「ガレージ生まれのファイター」と形容している。

### プロデビュー
17歳のときに、自身の住む町のバーで、格闘技の非合法な興行が開催された。バーの中央にリングを設置しただけの簡単な作りの会場で、違法なのにもかかわらずポスターなどで宣伝されていた。試合形式は5分2Rで、階級も計量もなく、使用するグローブも非常に雑なつくりだったという。この時、本人は出場を希望したが体格が小さかったため断られた。その後、18歳になるまでの間に自己流のキックボクシングとボクシングで鍛えた。18歳になり、初めて試合に出場。初戦を1R10秒KO勝ちで白星で飾った。これをきっかけに、試合に継続的に参戦し始めた。また、以前から所属していた格闘技サークルと、他の格闘技サークルとの間で行われる道場マッチにも参加した。本人によれば、プロデビュー前までに、道場マッチを5試合、バーでの試合を10試合の試合をこなしていた。ただし、本人はこの頃に闘った相手についてはあまり覚えていないとのこと。
1999年からブラジリアン柔術を習い始める。ヒクソン・グレイシーが開いたセミナーに参加したことがきっかけだった。その時、後に総合格闘技の大会を主催するブラーリオ・コラルが青帯を取得し、セミナー中にコラルと練習を行ったことで、コラルとの繋がりが出来た。また、コラルのジムに行ったことで練習仲間が出来、加えてコラルの主催する総合格闘技の大会でのデビューの足がかりが出来た。その後、インディアナポリスで行われた試合に参加した際、マルセーロ・モンテーロという柔術家に出会う。モンテーロからヒカルド・デラヒーバに紹介されたことで、本格的にブラジリアン柔術を学ぶことになった。モンテーロと出会ってから1か月後にリオデジャネイロ市に渡り、トレーニング終了後に紫帯を授与された。帰国後はカーウソン・グレイシーの元で練習を続けた。これは、何度もブラジルに渡ってデラヒーバの元で練習を続けるうちに、デラヒーバから「なぜわざわざ何度もブラジルに来て柔術を練習するのか」と尋ねられ、カーウソンがシカゴに道場を持っていたことを教えられたからだという。それまでは、シカゴに柔術の道場があることを知らなかった。その後、2000年から公式の合法な総合格闘技の試合に出場し始める。しかし、試合会場はまたしてもバーだった。興行の主催者はブラーリオ・コラルで、後にエリック・ムーンとIronheart Crown（アイアンハート・クラウン）を共同で運営することになる。トーレス自身は、コラルのことをファイトマネーの払いの悪さから良く思っておらず、今では犬猿の仲だという。初戦のファイトマネーは無しだったが、2戦目には100ドル受け取り、以降20ドルずつ増えていったという。

### 初の王座獲得
2001年からはIronheart Crownを主戦場とした。しかし、2003年11月22日に開催されたIronheart Crown 6でライアン・アッカーマンを相手に0-3の判定負けし、自身初の敗北を喫した。本人は前回の試合後にヒザの手術をしその後1年半試合から遠ざかっていたこと、加えてコンディションも万全ではなく、以前の試合より重い61kg契約で試合が行われたことが敗因と語っている。1R終了時には脚が肉離れをおこし、タックルを捌けなくなっていたという。その2年後には2005年11月19日に開催されたIronheart Crown 9の初代修斗米大陸フェザー級王座決定戦でアッカーマンと再戦。腕ひしぎ十字固めで一本勝ちを収め、リベンジとともに初の王座獲得に成功した。

### WEC
2007年9月5日に、WEC 30にてWECに参戦を果たした。ジェフ・ベダードと対戦し、1Rに三角絞めで一本勝ちし、デビューを白星で飾った。2008年2月13日、WEC 32のWEC世界バンタム級タイトルマッチでチェイス・ビービーと対戦し、変形のチョークスリーパー（裁定はギロチンチョーク）で一本勝ちを収め王座獲得に成功した。6月1日、WEC 34のWEC世界バンタム級タイトルマッチで前田吉朗と対戦。パンチで前田の右目を腫らし、3ラウンド終了時にドクターストップによるTKO勝ち。王座の初防衛に成功した。12月3日、WEC 37でマニー・タピアと対戦。2RにマウントパンチによるTKO勝利で2度目の防衛に成功した。
2009年4月5日、WEC 40での防衛戦ではブライアン・ボウルズと対戦予定であったが、ボウルズの欠場によりWEC初参戦となるCAGE FORCE王者水垣偉弥に変更された。試合は5ラウンド闘っての判定勝ちで3度目の防衛を果たした。8月9日、WEC 42でブライアン・ボウルズと対戦、1ラウンドKO負けで王座から陥落した。
2010年3月6日、再起をかけて臨んだWEC 47ではジョセフ・ベナビデスにギロチンチョークで敗れ、自身初の一本負けとなるとともにキャリア初の連敗を喫した。9月30日、WEC 51でチャーリー・ヴァレンシアに一本勝ちを収め、連敗から脱出した。

### UFC
2011年2月5日、WEC統合によりUFC初参戦となったUFC 126でアントニオ・バヌエロスと対戦し、3-0の判定勝ちを収めた。
2011年5月28日、UFC 130でデメトリアス・ジョンソンと対戦。寝技の展開で優位に立つも、テイクダウンの数で劣り、判定負け。
2011年12月8日、自身のTwitterで婦女暴行に関するジョークを投稿。これがUFC代表のダナ・ホワイトに問題視され、UFCをリリースされた。その後、トーレスはシカゴの婦女暴行電話相談センターに寄付を行い、ボランティア活動を行った。三週間後、UFC 141の記者会見でホワイトからトーレスのUFC復帰が発表された。
2012年4月21日、UFC 145でマイケル・マクドナルドと対戦。右アッパーでダウンを奪われパウンドで失神KO負け。この試合で負けた事により、UFCをリリースされた。

### WSOF
2012年11月3日、WSOF初参戦となったWSOF 1でマルロン・モラエスと対戦し、判定負け。

## 戦績
| 総合格闘技 戦績 | 総合格闘技 戦績 | 総合格闘技 戦績 | 総合格闘技 戦績 | 総合格闘技 戦績 | 総合格闘技 戦績 | 総合格闘技 戦績 |
| --------------- | --------------- | --------------- | --------------- | --------------- | --------------- | --------------- |
| 53 試合         | (T)KO           | 一本            | 判定            | その他          | 引き分け        | 無効試合        |
| 44 勝           | 9               | 25              | 10              | 0               | 0               | 0               |
| 9 敗            | 3               | 3               | 3               | 0               | 0               | 0               |

| 勝敗 | 対戦相手                       | 試合結果                          | 大会名                                                          | 開催年月日     |
| ○    | ロイド・カーター               | 1R 2:44 ギロチンチョーク          | United Combat League: Havoc In Hammond 3                        | 2016年9月24日  |
| ×    | クレベル・コイケ               | 2R 4:40 ダースチョーク            | Rebel FC 3:The Promised Ones 【フェザー級グランプリ決勝戦】     | 2015年6月27日  |
| ×    | デズモンド・グリーン           | 1R 0:46 KO（膝蹴り→パウンド）     | Titan FC 31                                                     | 2014年10月31日 |
| ○    | 芦田崇宏                       | 5分3R終了 判定2-1                 | Rebel FC 2: Battle Royal                                        | 2014年8月1日   |
| ○    | ウェイド・チョート             | 5分3R終了 判定3-0                 | United Combat League: Torres vs. Choate                         | 2014年5月31日  |
| ○    | ジョバンニ・モルジョ           | 5分3R終了 判定3-0                 | United Combat League: Havoc in Hammond                          | 2014年2月15日  |
| ×    | パブロ・アルフォンソ           | 1R 3:05 ギロチンチョーク          | WSOF 6: Burkman vs. Carl                                        | 2013年10月26日 |
| ×    | マルロン・モラエス             | 5分3R終了 判定1-2                 | WSOF 1: Arlovski vs. Cole                                       | 2012年11月3日  |
| ×    | マイケル・マクドナルド         | 1R 3:18 KO（右アッパー→パウンド） | UFC 145: Jones vs. Evans                                        | 2012年4月21日  |
| ○    | ニック・ペース                 | 5分3R終了 判定3-0                 | UFC 139: Shogun vs. Henderson                                   | 2011年11月19日 |
| ×    | デメトリアス・ジョンソン       | 5分3R終了 判定0-3                 | UFC 130: Rampage vs. Hamill                                     | 2011年5月28日  |
| ○    | アントニオ・バヌエロス         | 5分3R終了 判定3-0                 | UFC 126: Silva vs. Belfort                                      | 2011年2月5日   |
| ○    | チャーリー・ヴァレンシア       | 2R 2:25 チョークスリーパー        | WEC 51: Aldo vs. Gamburyan                                      | 2010年9月30日  |
| ×    | ジョセフ・ベナビデス           | 2R 2:57 ギロチンチョーク          | WEC 47: Bowles vs. Cruz                                         | 2010年3月6日   |
| ×    | ブライアン・ボウルズ           | 1R 3:57 KO（右フック→パウンド）   | WEC 42: Torres vs. Bowles 【WEC世界バンタム級タイトルマッチ】   | 2009年8月9日   |
| ○    | 水垣偉弥                       | 5分5R終了 判定3-0                 | WEC 40: Torres vs. Mizugaki 【WEC世界バンタム級タイトルマッチ】 | 2009年4月5日   |
| ○    | マニー・タピア                 | 2R 3:04 TKO（マウントパンチ）     | WEC 37: Torres vs. Tapia 【WEC世界バンタム級タイトルマッチ】    | 2008年12月3日  |
| ○    | 前田吉朗                       | 3R終了時 TKO（ドクターストップ）  | WEC 34: Faber vs. Pulver 【WEC世界バンタム級タイトルマッチ】    | 2008年6月1日   |
| ○    | チェイス・ビービー             | 1R 3:59 変形チョークスリーパー    | WEC 32: Condit vs. Prater 【WEC世界バンタム級タイトルマッチ】   | 2008年2月13日  |
| ○    | ジェフ・ベダード               | 1R 2:30 三角絞め                  | WEC 30: McCullough vs. Crunkilton                               | 2007年9月5日   |
| ○    | ダリウス・トゥルシンスカス     | 2R 0:57 チョークスリーパー        | IMMAC 2: Attack                                                 | 2007年4月21日  |
| ○    | チャールズ・ウィルソン         | 3R 1:29 三角絞め                  | Total Fight Challenge 7                                         | 2007年2月10日  |
| ○    | ボビー・ギャンボア             | 1R 2:52 チョークスリーパー        | Absolute Fighting Championships 19                              | 2006年10月21日 |
| ○    | デリク・コリンズ               | 1R 2:32 チョークスリーパー        | Total Fight Challenge 6                                         | 2006年9月9日   |
| ○    | リチャード・ナンクー           | 2R TKO（パンチ連打）              | Ironheart Crown 10: Tempest                                     | 2006年4月29日  |
| ○    | ジョー・ピアソン               | 1R 0:28 三角絞め                  | Total Fight Challenge 5                                         | 2006年2月18日  |
| ○    | ライアン・アッカーマン         | 1R 4:45 腕ひしぎ十字固め          | Ironheart Crown 9: Purgatory 【修斗米大陸フェザー級王座決定戦】 | 2005年11月19日 |
| ○    | ダン・スウィフト               | 5分3R終了 判定3-0                 | Total Fight Challenge 3                                         | 2005年5月21日  |
| ○    | マイク・フレンチ               | 2R 2:44 三角絞め                  | SuperBrawl 40                                                   | 2005年4月30日  |
| ○    | ジム・ブルケッタ               | 2R 2:08 三角絞め                  | Total Fight Challenge 2                                         | 2005年2月19日  |
| ○    | アレックス・カンバビアン       | 1R 1:01 腕ひしぎ十字固め          | Ironheart Crown 8: Ethereal                                     | 2004年11月20日 |
| ○    | ムスタファ・フセイニ           | 3R 1:24 TKO（パンチ連打）         | Ironheart Crown 7: The Crucible                                 | 2004年6月5日   |
| ×    | ライアン・アッカーマン         | 5分3R終了 判定0-3                 | Ironheart Crown 6: Inferno                                      | 2003年11月22日 |
| ○    | リンゼイ・ダーラッカー         | 5分3R終了 判定3-0                 | Ironheart Crown 4: Armageddon                                   | 2002年5月18日  |
| ○    | ブライアン・ゾール             | 1R 3:36 三角絞め                  | Total Combat Challenge                                          | 2002年4月13日  |
| ○    | クレイグ・ウィリアムソン       | 三角絞め                          | Total Combat Challenge                                          | 2002年4月13日  |
| ○    | スティーブ・レイナ             | 1R終了時 TKO（ドクターストップ）  | Ironheart Crown 3: Exodus 【ライト級トーナメント 決勝】         | 2001年11月10日 |
| ○    | ニック・ミッチェル             | 5分2R終了 判定3-0                 | Ironheart Crown 3: Exodus 【ライト級トーナメント 1回戦】        | 2001年11月10日 |
| ○    | ダニー・ロング                 | 1R KO（パンチ連打）               | Total Combat Challenge                                          | 2001年9月29日  |
| ○    | パトリック・ロドリゲス         | 2R 1:41 ギブアップ                | Finke's Full Contact Challenge                                  | 2001年4月30日  |
| ○    | ジョシュ・メイソン             | 2R ギブアップ（パンチ連打）       | Cage Rage 2                                                     | 2001年4月14日  |
| ○    | マーク・ジャロミロ             | 2R 2:40 腕ひしぎ十字固め          | Finke's Full Contact Challenge                                  | 2001年3月26日  |
| ○    | デビッド・オドル               | 1R 2:05 ギブアップ（パンチ連打）  | Finke's Full Contact Challenge                                  | 2001年2月26日  |
| ○    | ダニー・アレクサンダー         | 1R 0:58 チョークスリーパー        | Finke's Full Contact Challenge                                  | 2001年1月29日  |
| ○    | ジェシー・グーデンシュワッガー | 2R終了時 TKO（ドクターストップ）  | MMA: Invitational 4                                             | 2000年11月18日 |
| ○    | チャド・ブラッドン             | 15分1R終了 判定3-0                | Extreme Shootfighting 【決勝】                                  | 2000年9月30日  |
| ○    | リッキー・オルソン             | 15分1R終了 判定3-0                | Extreme Shootfighting 【準決勝】                                | 2000年9月30日  |
| ○    | コーリー・メリーマン           | 1R 1:22 ギブアップ（パンチ連打）  | Extreme Shootfighting 【1回戦】                                 | 2000年9月30日  |
| ○    | ダン・シーザー                 | 1R 4:30 ギブアップ（パンチ連打）  | Finke's Full Contact Challenge                                  | 2000年8月28日  |
| ○    | クリス・クレイマー             | 1R 3:00 三角絞め                  | Finke's Full Contact Challenge                                  | 2000年7月28日  |
| ○    | マイケル・レイナ               | 1R 1:22 ギブアップ（パンチ連打）  | Finke's Full Contact Challenge                                  | 2000年5月22日  |
| ○    | ダン・シーザー                 | 1R 4:09 フロントチョーク          | Finke's Full Contact Challenge                                  | 2000年4月24日  |
| ○    | ダニー・プリアム               | 1R 0:10 TKO（パンチ連打）         | Finke's Full Contact Challenge                                  | 2000年3月27日  |

## 獲得タイトル
- Extreme Shootfighting 優勝（2000年）
- IHC 3ライト級トーナメント 優勝（2001年）
- 初代修斗米大陸フェザー級王座（2005年）
- 第3代WEC世界バンタム級王座（2008年）

## 表彰
- WEC ファイト・オブ・ザ・ナイト（2回）
- WEC サブミッション・オブ・ザ・ナイト（1回）
- SHERDOG ブレイクスルー・オブ・ザ・イヤー（2008年）
- ブラジリアン柔術黒帯